# یواس‌اس گست (دی‌دی-۴۷۲)
یواس‌اس گست (دی‌دی-۴۷۲) (به انگلیسی: USS Guest (DD-472)) یک کشتی بود که طول آن ۱۱۴٫۷ متر (۳۷۶ فوت) بود. این کشتی در سال ۱۹۴۱ ساخته شد.